# Красный экскаватор
Завод «Красный экскаватор» (укр. «Червоний екскаватор») — бывший машиностроительный завод в Киеве, существовал в 1898 – 2012 годах. Один из самых старых заводов Киева. В независимой Украине переименован в ЗАО «АТЕК» и через разворовывание был обанкрочен, в дальнейшем остатки завода были снесены.

## История

### 1898–1917
В 1898 году недалеко от завода чугунного литья фирмы «Неедлы и Унгерман» было основано небольшое предприятие по производству сеялок. Рабочие предприятия принимали участие в революционной деятельности и после Октябрьской революции активно поддержали Советскую власть.

### Советский период 1918–1991
В 1918 году оба предприятия были национализированы и объединены в завод «Красный пахарь», начавший выпускать сельскохозяйственные машины.
В 1934 году на заводе был изготовлен многоковшовый карьерный экскаватор МК-1, затем – МК-II.
В 1935 году завод был переименован в «Красный экскаватор».
После начала Великой Отечественной войны в связи с приближением к городу линии фронта завод был эвакуирован в Западную Сибирь, осенью 1943 года началось восстановление предприятия.
В течение 1944–1953 годов на восстановлении завода работали заключённые.
В период с 1947 года по 1948 год, по проекту архитектора Иосифа Каракиса был построен посёлок для рабочих завода «Красный Экскаватор».
В 1943–1955 годах завод выпускал многоковшовые экскаваторы, бетоносмесители, погрузчики, трейлеры и другую технику.
В первой половине 1950-х годов завод «Красный экскаватор» начал производство дренажных экскаваторов ЭТ-141, которые использовались для выкапывания траншей под прокладку гончарных труб под заданным углом.
В 1955 году выпустил первый в СССР гидравлический экскаватор и в дальнейшем был переориентирован на их производство.
В 1957 году завод «Красный экскаватор» начал осваивать производство ЭТН-122 — первой в СССР траншейной машины, базой для которой стал колёсный трактор «Беларусь». Модель оснащалась плужковыми рабочими органами, что позволяло отваливать из траншеи вырытый грунт.
В 1966 году завод был награждён орденом Трудового Красного Знамени.
В 1974 году в посёлке Бородянка Киевской области началось строительство филиала завода, на базе Киевского завода «Красный экскаватор», с 1975 года завод стал головным предприятием производственного объединения «Красный экскаватор» (в состав которого вошли также филиал завода в Бородянке, испытательный полигон, Саранский экскаваторный завод и Галичский экскаваторный завод).

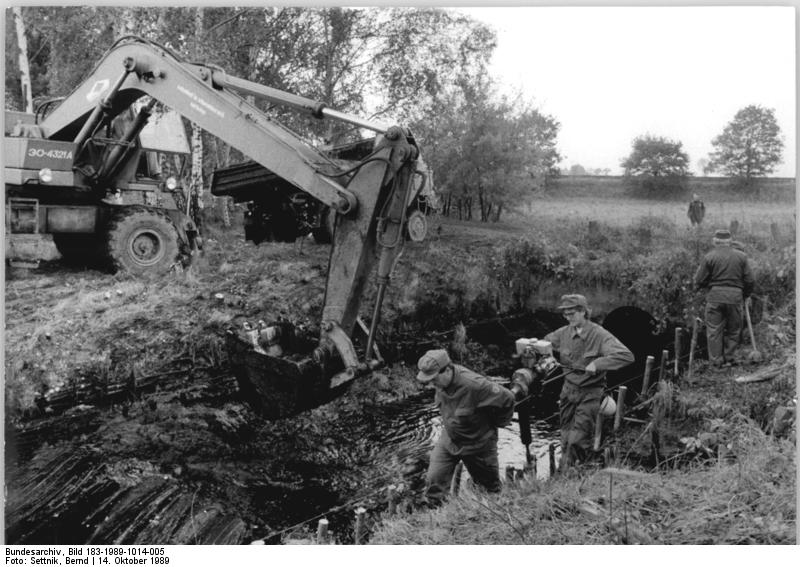
ЭО-4321 А в ГДР

В 1980 году основной продукцией завода являлись гидравлические экскаваторы с ковшом ёмкостью 0,25 м³, 0,5 м³ и 0,65 м³.
Также завод освоил выпуск комбайнов, уборочной техники и навесного оборудования.

### Независимая Украина
В дальнейшем завод был переименован в «АТЕК» и стал банкротом.

В августе 2012 года Хозяйственный суд города Киева после почти восьмимесячной судебной тяжбы признал бесспорные требования ПАО «Киевэнерго» к ЗАО «АТЕК» на сумму 1,737 миллиона гривен. В рамках возбуждённого в конце прошлого года дела о банкротстве суд назначил распорядителем имущества ЗАО Сергея Косякевича из Белой Церкви (Киевская обл.), роль которого в дальнейшей судьбе легендарного предприятия не очевидна и сомнительна. Неоднократно в корпоративной истории Украины роль арбитражных управляющих сводилась к доведению предприятий до «необходимой кондиции» в интересах скрытых инвесторов.
В июне 2014 года мажоритарным акционером и главой наблюдательного совета стал Андрей Нагребельный.

В сентябре 2014 года суд сменил арбитражного управляющего на предприятии. Им стал Виктор Микитьон, ранее известный связью с несколькими громкими банкротствами. С момента смены арбитражного управляющего движение бывшего гиганта машиностроения в «нужные руки» ускорилось.
22 ноября 2014 года предприятие было захвачено рейдерами при поддержке вооружённых людей в форме батальона «Азов» и сотрудников УВД Киевской области. С этого момента ситуация вокруг завода «АТЕК» резко обострилась.
11 декабря комитет кредиторов предприятия решил рассмотреть результаты работы Инвентаризационной комиссии и план санации предприятия 16 января 2015 года.
23 декабря 2014 года Высший хозяйственный суд Украины не удовлетворил кассационные жалобы Государственной налоговой инспекции в Святошинском районе города Киева и представителей Андрея Нагребельного (глава наблюдательного совета ПАО «АТЕК»), оставив в силе решения хозяйственных судов о проведении санации и назначении управляющим санацией ПАО «АТЕК» Виктора Микитёна.
В 2015 году «Азов» блокировал здание Государственной фискальной службы Украины из-за завода АТЕК, когда комитет кредиторов не захотел подарить завод в управление добровольцам.
6 марта 2017 года Open Ukraine показали репортаж разбора зданий завода (недоступная ссылка). 16 марта 2016 года Шевченковский районный суд Киева арестовал тренировочную базу «Азова» на территории предприятия.

## Продукция
- Экскаватор Э-153.
- Экскаватор ЭО-2621 (с ковшом 0,25 м3).
- ЭО-4321[14].
- Э-5015[14].